# Hotel Fialka
Krocínovský dům, známý jako Hotel Fialka, je měšťanský dům na sušickém náměstí Svobody, má číslo popisné 49. Dům, ve kterém fungoval hotel, restaurace i cukrárna, je jednou z dominant náměstí a nachází se vedle Rozacínovského domu (čp. 48). Dům je pozdně gotický, ale na rozdíl od dvou sousedních domů – Rozacínovského a Voprchovského – prošel později přestavbou. Je charakteristický klasicistní balustrádovou atikou.

## Historie
Krocínovský dům má středověké gotické jádro, nicméně v 18. století prošel barokně-klasicistní přestavbou. V 19. století nesl dům název U bílé růže a patřil rodině Maštovských, později byl přejmenován podle majitele na hotel Fialka. Hotel s restaurací byl vyhlášený v širokém okolí a patřil k oblíbeným zastávkám šumavských turistů.
V roce 2005, kdy proběhla rekonstrukce budovy, na ni město Sušice přispělo 150 000 Kč, patro však ani poté kvůli nedokončené rekonstrukci nebylo využíváno pro ubytování hostů. Hotel pak střídal majitele, v objektu však vyhlášená restaurace fungovala až do roku 2017. V roce 2018 byl opět prodán.

## Popis

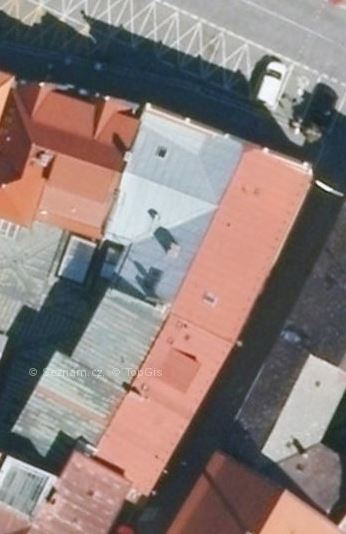
Letecké foto domu (Mapy.cz)

Jedná se nárožní měšťanský patrový dům s gotickým jádrem s českými klenbami a klasicistní fasádou. Nachází se ve střední části jižní fronty náměstí Svobody a tvoří tak protějšek ke Rozacínovskému domu, který stojí na protější (východní) straně Kostelní ulice, do které se otevírá i východní průčelí Krocínovského domu. Dům stojí na obdélníkovém půdoryse, který je protažený ve směru sever-jih, a má dvě nadzemní podlaží. Dům je částečně podsklepen, sklepy jsou klenuté, přízemí je zařízeno jako restaurace s jídelnou o kapacitě 70 míst, výčepem, salónkem o kapacitě 24 míst a kuchyní. V patře se nacházejí nedokončené ubytovací prostory – 11 pokojů a apartmá, dále i byt pro správce a ubytovna pro zaměstnance. Budova je kryta nízkou sedlovou střechou s hřebenem kolmým k uliční čáře, rovnoběžně se severní fasádou tvoří část střechy ještě kolmé sedlo; celá střecha je pokryta pásy z pozinkovaného plechu. Jižní štít, který přiléhá k další budově, je zděný a mírně přesahuje krytinu, jeho horní líc je oplechovaný.
Nejvýraznější část celého domu, jeho severní fasáda, je završena atikou ve formě balustrády. Do přízemí se vstupovalo dvěma vchody se segmentovým záklenkem, vrcholovým štukovým klenákem a rytou lištovou paspartou (východní vchod byl druhotně předělán na okno). Mezi nimi se nacházejí tři okna opět se segmentovým záklenkem, lištovou paspartou kolem ostění a volutovým klenátem. Sokl fasády je patrný díky pásu hrubší omítky, zbytek fasády je omítnut žlutou štukovou omítkou, v přízemí kvádrovanou. V patře se nachází sedm obdélných oken, která mají zděné ostění s profilovanou šambránou a jsou ozdobena reliéfy v klenácích. Pod parapetními římsami oken se nalézají plastická pole s vykrajovaným spodním okrajem. Plocha mezi oknami je členěna pilastry s hlavicemi a soklíky, nároží budovy zdobí kvádrované lizény. Na hlavice pilastrů nasedá spojitá římska, nad ní po obou stranách fasády pokračuje vždy trojice pilastrů, v mezipolích mezi těmito pilastry jsou umístěny rozetky. Korunní římsa je zděná a je ozdobena maltovým profilem, nad korunní římsou se nalézá zmíněná balustráda, na níž jsou v místech pilastrů osazeny vázové ozdoby.
Východní fasáda je prostá, nemá sokl, jen zděnou korunní římsu, která je ve štuku profilovaná; líc je v severní části mírně šikmý. V obou podlažích se nacházejí čtyři obdélná okna – v přízemí mají ostění omítnuté, v patře zděné.